# Renzo Barbieri
Renzo Barbieri (Milano, 3 ottobre 1930 – Milano, 23 settembre 2007) è stato uno scrittore, sceneggiatore e editore italiano, oltre che famoso autore di fumetti erotici.

## Biografia
Nel 1959 scrive la serie a fumetti di genere western Timbergek, pubblicata in proprio con Giorgio Casarotti con il quale fonda la casa editrice Edizioni del Vascello. L'anno successivo inizia a collaborare con la casa editrice Dardo per la quale scrive la serie James Dyan (1960) e per le Edizioni Alpe, svolgendo contemporaneamente l'attività di giornalista per La Notte oltre a quella di editore. Nel 1966 fonda una nuova casa editrice, la Editrice 66 (che prende il nome dall'anno di fondazione), con la quale entra nel settore del fumetto "per adulti" che in quel periodo riscuotono un certo successo grazie a serie come Diabolik, Kriminal e Satanik che fanno esplodere il genere dei fumetti neri italiani e portano diversi editori a produrre serie analoghe; Barbieri ha l'idea di aggiungere elementi erotici pubblicando alcune testate sceneggiate da lui stesso e disegnate da Sandro Angiolini come Isabella, primo fumetto erotico italiano tascabile, e Goldrake; entrambe hanno però breve vita e l'iniziativa fallisce a causa dello scarso successo riscontrato. Barbieri quindi inizia a collaborare con Giorgio Cavedon, fondando una nuova casa editrice, la ErreGi, con la quale pubblica diversi personaggi che riscuotono questa volta un certo successo, come Jacula e Lucrezia, generalmente a carattere erotico, oltre a riprendere anche Isabella.
Nel 1972 il sodalizio con Cavedon si interrompe e la ErreGi e i suoi personaggi rimangono interamente di proprietà di quest'ultimo; Barbieri fonda allora la Edifumetto e deve creare nuovi personaggi, visto che i diritti delle sue precedenti creazioni sono rimasti alla ErreGi. Nascono così numerose nuove serie, per lo più di stampo pornografico come Playcolt, Biancaneve, Una, Sukia, Belzeba, Yra (disegnata da Leone Frollo), Zora la vampira (che negli anni 2000 avrà un adattamento cinematografico) e La Poliziotta. Altra serie di successo fu Lando, nella quale il protagonista era ispirato alle fattezze di Adriano Celentano; su questo filone pubblica anche Giggetto, il cui protagonista aveva il volto di Ninetto Davoli. Tutte queste serie hanno un discreto successo, spingendo Barbieri a puntare sulla quantità più che sulla qualità, aumentando i ritmi di produzione e di pubblicazione.
Dal 1973 al 1976, sull'onda del successo dell'omonimo telefilm britannico, pubblica la serie a fumetti UFO ricalcandone palesemente i mezzi e i personaggi nelle copertine degli albi, ma modificandone lievemente l'ambientazione nelle sceneggiature del fumetto.
Barbieri ha contribuito a rendere possibile la pubblicazione di alcuni capolavori del fumetto realizzati da grandi artisti come Magnus, Ferdinando Tacconi e Leone Frollo, non necessariamente di carattere erotico. Vanno ricordate a questo proposito le opere di Magnus come il fumetto erotico Necron (nato da un'idea dello stesso Barbieri, autore anche dello story-board, ma sceneggiato da Mirka Martini), i racconti sexy Mezzanote di morte, Dieci cavalieri e un mago, Quella sera al collegio femminile e Il teschio vivente, il racconto lungo Vendetta macumba e soprattutto I Briganti, La compagnia della forca e Lo Sconosciuto.
Nel corso degli anni Barbieri fonderà altre case editrici che continueranno la pubblicazione di queste testate, come le Edizioni GEIS, la SEGI, le Edizioni Lo Squalo/Squalo Comics Srl e la Renzo Barbieri Editore Srl.

## Opere

### Romanzi
- Assassini associati, La Palatina, 1951
- Vitellini di città, C. Maccari, 1954
- Portofino bleu, Comet, 1955
- Io uccido, E.R.P, 1956 (come Lawrence O'Barbeer)
- Il carnet di via Montenapoleone, Biscione, 1957
- La banda del sole, Ed. del Vascello, 1959
- Cocktail made in Italy, Ed. del Vascello, 1959
- I soli spenti, Editrice Quartieri alti, 1962
- Mondo Bene, Pietro Lazzarini Tipografo Editore, 1964
- In pigiama di seta azzurra, Pietro Lazzarini Tipografo Editore, 1964
- Il manuale del playboy, Edizioni RG, 1967
- Il calzacorta, Edizioni RG, 1968
- I re Bamba, Vallecchi, 1977
- La principessa, Collana azzurra, Centro Edizioni, 1979
- La sfilata, Sonzogno, 1985
- Miliardi, Sonzogno, 1989
- Perfidamente moda, Sonzogno, 1987
- La vergine d'oro, Bompiani, 1987
- L'ultima estate, Bompiani, 1989
- L'uomo della Rolls, Bompiani, 1991
- Il vincente, Sonzogno, 1991
- Una botta di sole, Bompiani, 1992
- Ricca, Sonzogno, 1992
- Top model, Sonzogno, 1993
- Un sogno grande come il mare, Sonzogno, 1994
- Colline stregate, Edizioni Squalo, 2001
- Villa orgasmo, L'Airone, 2002
- Quel mare blu di Santa Margherita, Edizioni Squalo, 2006

### Saggistica
- Carolina / I peccati di Lady D., Renzo Barbieri Edizioni, 1994
- Burino DOC, Renzo Barbieri Edizioni, 1995
- Guida per vivere da nababbi senza soldi, Editrice S.C., 1996